# Anabarhynchus tristis
Anabarhynchus tristis är en tvåvingeart som beskrevs av Jacques-Marie-Frangile Bigot 1890. Anabarhynchus tristis ingår i släktet Anabarhynchus och familjen stilettflugor. Inga underarter finns listade i Catalogue of Life.